# Liste der Bundesstaaten der Vereinigten Staaten nach Höhe

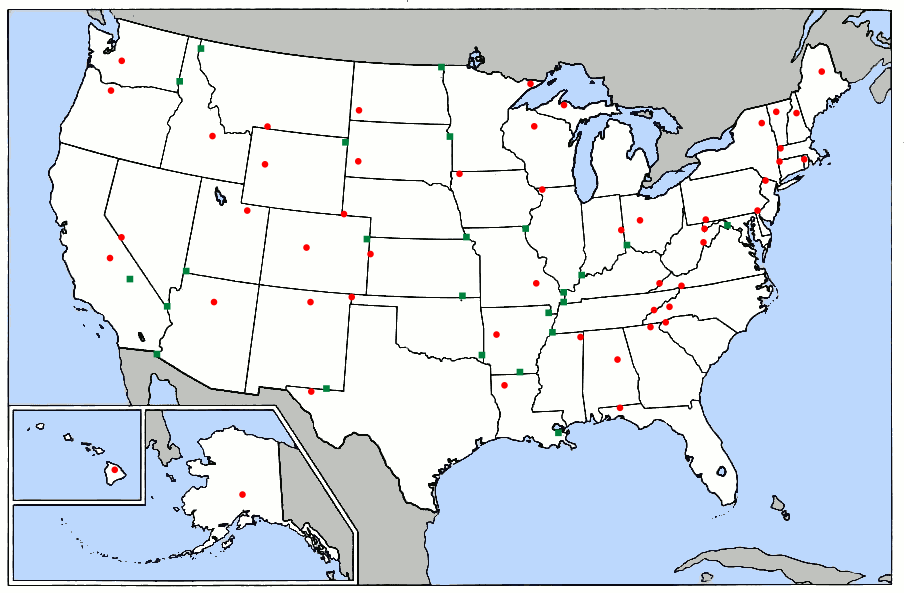
Karte der Vereinigten Staaten mit den höchsten Punkten (rote Kreise) und den niedrigsten Punkten (grüne Quadrate) der einzelnen Bundesstaaten. In Staaten, deren niedrigste Punkte an der Küste oder in einem See liegen, entfällt die Markierung mit grünem Quadrat.

Die Liste der Bundesstaaten der Vereinigten Staaten nach Höhe enthält die höchsten und tiefsten Punkte der 50 Bundesstaaten der Vereinigten Staaten und des District of Columbia. Außerdem gibt sie Auskunft über deren mittlere Höhen sowie die Höhendifferenz zwischen höchstem und tiefstem Punkt im Staat.
5.500 Quadratkilometer der Vereinigten Staaten (ca. 0,05 % des Staatsgebiets) liegen unterhalb des Meeresspiegels. Dies entspricht etwa der doppelten Fläche des Saarlands. 52.400 Quadratkilometer (ca. 0,5 % des Staatsgebiets) liegen in einer Höhe von über 3.000 m, was etwa der Fläche von Nordrhein-Westfalen und Rheinland-Pfalz zusammengenommen entspricht.
Welcher Bundesstaat der höchste und welcher der niedrigste ist, hängt von der Definition ab. Alaska kann beispielsweise als höchster Staat angesehen werden, denn der höchste Berg Alaskas, der Denali, ist mit 6168 m der höchste Berg der Vereinigten Staaten. Ebenso kann man auch Colorado als höchsten Staat ansehen, da er die größte mittlere Höhe sowie den höchstgelegenen tiefsten Punkt eines US-Bundesstaates hat. Ähnlich sieht es bei der Benennung des niedrigsten Staates aus. Im Death Valley in Kalifornien liegt der tiefste Punkt der USA mit 86 m unter dem Meeresspiegel, während Florida die niedrigste maximale Erhebung und Delaware die kleinste mittlere Höhe hat. Florida ist auch der flachste Staat, denn dort ist die Differenz zwischen höchstem und niedrigstem Punkt am geringsten.

## Liste
| Bundesstaat          | Höchster Punkt                                        | Höhe    | Bild des höchsten Punkts | Niedrigster Punkt                                        | Höhe       | Durchschnittliche Höhe | Höhen- differenz |
| -------------------- | ----------------------------------------------------- | ------- | ------------------------ | -------------------------------------------------------- | ---------- | ---------------------- | ---------------- |
| Alabama              | Cheaha Peak                                           | 736 m   |                          | Golf von Mexiko                                          | Meereshöhe | 150 m                  | 736 m            |
| Alaska               | Denali                                                | 6.168 m |                          | Golf von Alaska, Beringmeer, Arktischer Ozean            | Meereshöhe | 580 m                  | 6.168 m          |
| Arizona              | Humphreys Peak                                        | 3.852 m |                          | Colorado River an der mexikanischen Grenze in San Louis  | 22 m       | 1.250 m                | 3.830 m          |
| Arkansas             | Mount Magazine                                        | 839 m   |                          | Ouachita River an der Grenze zu Louisiana                | 17 m       | 200 m                  | 822 m            |
| Colorado             | Mount Elbert                                          | 4.401 m |                          | Arikaree River an der Grenze zu Kansas                   | 1.011 m    | 2.070 m                | 3.390 m          |
| Connecticut          | Grenze zu Massachusetts am Südhang des Mount Frissell | 725 m   |                          | Long Island Sound                                        | Meereshöhe | 150 m                  | 725 m            |
| Delaware             | Ebright Azimuth                                       | 137 m   |                          | Atlantischer Ozean                                       | Meereshöhe | 20 m                   | 137 m            |
| District of Columbia | Fort Reno Park                                        | 125 m   |                          | Potomac River an der Ostgrenze zu Maryland               | 0,3 m      | 50 m                   | 124 m            |
| Florida              | Britton Hill                                          | 105 m   |                          | Atlantischer Ozean und Golf von Mexiko                   | Meereshöhe | 30 m                   | 105 m            |
| Georgia              | Brasstown Bald                                        | 1.458 m |                          | Atlantischer Ozean                                       | Meereshöhe | 180 m                  | 1.458 m          |
| Hawaii               | Mauna Kea                                             | 4.207 m |                          | Pazifischer Ozean                                        | Meereshöhe | 920 m                  | 4.207 m          |
| Idaho                | Borah Peak                                            | 3.861 m |                          | Zusammenfluss von Snake River und Clearwater River       | 217 m      | 1.520 m                | 3.644 m          |
| Illinois             | Charles Mound                                         | 376 m   |                          | Zusammenfluss von Mississippi River und Ohio River       | 85 m       | 180 m                  | 291 m            |
| Indiana              | Hoosier Hill                                          | 383 m   |                          | Zusammenfluss von Ohio River und Wabash River            | 97 m       | 210 m                  | 286 m            |
| Iowa                 | Hawkeye Point                                         | 509 m   |                          | Zusammenfluss von Mississippi River und Des Moines River | 146 m      | 340 m                  | 363 m            |
| Kalifornien          | Mount Whitney                                         | 4.421 m |                          | Badwater im Death Valley                                 | −86 m      | 880 m                  | 4.507 m          |
| Kansas               | Mount Sunflower                                       | 1.231 m |                          | Verdigris River an der Grenze zu Oklahoma                | 207 m      | 610 m                  | 1.024 m          |
| Kentucky             | Black Mountain                                        | 1.263 m |                          | Mississippi River an der Kentucky Bend                   | 78 m       | 230 m                  | 1.185 m          |
| Louisiana            | Mount Driskill                                        | 163 m   |                          | New Orleans                                              | −2,4 m     | 30 m                   | 165 m            |
| Maine                | Mount Katahdin                                        | 1.606 m |                          | Atlantischer Ozean                                       | Meereshöhe | 180 m                  | 1.606 m          |
| Maryland             | Hoye-Crest                                            | 1.024 m |                          | Atlantischer Ozean                                       | Meereshöhe | 107 m                  | 1.024 m          |
| Massachusetts        | Mount Greylock                                        | 1.064 m |                          | Atlantischer Ozean                                       | Meereshöhe | 150 m                  | 1.064 m          |
| Michigan             | Mount Arvon                                           | 603 m   |                          | Eriesee                                                  | 174 m      | 274 m                  | 429 m            |
| Minnesota            | Eagle Mountain                                        | 701 m   |                          | Oberer See                                               | 183 m      | 370 m                  | 518 m            |
| Mississippi          | Woodall Mountain                                      | 246 m   |                          | Golf von Mexiko                                          | Meereshöhe | 90 m                   | 246 m            |
| Missouri             | Taum Sauk Mountain                                    | 540 m   |                          | Saint Francis River an der Grenze zu Arkansas            | 70 m       | 240 m                  | 470 m            |
| Montana              | Granite Peak                                          | 3.904 m |                          | Kootenai River an der Grenze zu Idaho                    | 550 m      | 1.040 m                | 3.354 m          |
| Nebraska             | Panorama Point                                        | 1.653 m |                          | Missouri River an der Grenze zu Kansas                   | 256 m      | 790 m                  | 1.397 m          |
| Nevada               | Boundary Peak                                         | 4.007 m |                          | Colorado River an der Grenze zu Kalifornien              | 147 m      | 1.680 m                | 3.860 m          |
| New Hampshire        | Mount Washington                                      | 1.917 m |                          | Atlantischer Ozean                                       | Meereshöhe | 300 m                  | 1.917 m          |
| New Jersey           | High Point                                            | 550 m   |                          | Atlantischer Ozean                                       | Meereshöhe | 80 m                   | 550 m            |
| New Mexico           | Wheeler Peak                                          | 4.013 m |                          | Red Bluff Reservoir an der Grenze zu Texas               | 867 m      | 1.740 m                | 3.146 m          |
| New York             | Mount Marcy                                           | 1.629 m |                          | Atlantischer Ozean                                       | Meereshöhe | 300 m                  | 1.629 m          |
| North Carolina       | Mount Mitchell                                        | 2.037 m |                          | Atlantischer Ozean                                       | Meereshöhe | 210 m                  | 2.037 m          |
| North Dakota         | White Butte                                           | 1.069 m |                          | Red River of the North an der kanadischen Grenze         | 229 m      | 580 m                  | 840 m            |
| Ohio                 | Campbell Hill                                         | 472 m   |                          | Ohio River an der Grenze zu Indiana                      | 139 m      | 260 m                  | 333 m            |
| Oklahoma             | Black Mesa                                            | 1.516 m |                          | Little River an der Grenze zu Arkansas                   | 88 m       | 400 m                  | 1.428 m          |
| Oregon               | Mount Hood                                            | 3.425 m |                          | Pazifischer Ozean                                        | Meereshöhe | 1.000 m                | 3.425 m          |
| Pennsylvania         | Mount Davis                                           | 979 m   |                          | Delaware River an der Grenze zu Delaware                 | Meereshöhe | 340 m                  | 979 m            |
| Rhode Island         | Jerimoth Hill                                         | 247 m   |                          | Atlantischer Ozean                                       | Meereshöhe | 60 m                   | 247 m            |
| South Carolina       | Sassafras Mountain                                    | 1.085 m |                          | Atlantischer Ozean                                       | Meereshöhe | 110 m                  | 1.085 m          |
| South Dakota         | Black Elk Peak                                        | 2.208 m |                          | Big Stone Lake an der Grenze zu Minnesota                | 295 m      | 670 m                  | 1.913 m          |
| Tennessee            | Kuwohi                                                | 2.025 m |                          | Mississippi River an der Grenze zu Mississippi           | 54 m       | 270 m                  | 1.971 m          |
| Texas                | Guadalupe Peak                                        | 2.667 m |                          | Golf von Mexiko                                          | Meereshöhe | 520 m                  | 2.667 m          |
| Utah                 | Kings Peak                                            | 4.125 m |                          | Beaver Dam Wash an der Grenze zu Arizona                 | 664 m      | 1.860 m                | 3.461 m          |
| Vermont              | Mount Mansfield                                       | 1.340 m |                          | Lake Champlain                                           | 29 m       | 300 m                  | 1.311 m          |
| Virginia             | Mount Rogers                                          | 1.746 m |                          | Atlantischer Ozean                                       | Meereshöhe | 290 m                  | 1.746 m          |
| Washington           | Mount Rainier                                         | 4.394 m |                          | Pazifischer Ozean                                        | Meereshöhe | 520 m                  | 4.394 m          |
| West Virginia        | Spruce Knob                                           | 1.482 m |                          | Potomac River an der Grenze zu Virginia                  | 73 m       | 460 m                  | 1.409 m          |
| Wisconsin            | Timms Hill                                            | 595 m   |                          | Michigansee                                              | 176 m      | 320 m                  | 419 m            |
| Wyoming              | Gannett Peak                                          | 4.209 m |                          | Belle Fourche River an der Grenze zu South Dakota        | 945 m      | 2.040 m                | 3.264 m          |
| Vereinigte Staaten   | Denali                                                | 6.168 m |                          | Badwater im Death Valley                                 | −86 m      | 760 m                  | 6.254 m          |